# كارولين مولر
كارولين مولر (18 مايو 1989 بسويسرا - ) هي لاعبة كرة قدم سويسرية في مركز الهجوم. لعبت مع Levante UD Femenino ‏ ونادي غراسهوبر زيوريخ ‏.

## وصلات خارجية
- كارولين مولر على موقع قاعدة بيانات كرة القدم.إي يو (الإنجليزية)